# Леманн, Рут
Рут Леманн (Ruth Lehmann; род. в Кёльне, Германия) — немецко-американский генетик развития и цитолог. Доктор философии (1985), профессор Нью-Йоркского университета, где трудится с 1996 года, исследователь Медицинского института Говарда Хьюза (1990—2020). Член НАН США (2005; с 2008 года, первоначально иностранный). С 2020 года директор Whitehead Institute.

## Биография
Изучала биологию в Фрайбургском (магистр биологии) и Тюбингенском (доктор философии) университетах, а также в Вашингтонском университете в Сиэтле.
Занималась у José-Antonio Campos-Ortega.
Степень доктора философии получила в 1985 году в лаборатории нобелевского лауреата Х. Нюслайн-Фольхард. Являлась постдоком лаборатории молекулярной биологии Medical Research Council (United Kingdom) в Кембридже — у Peter Anthony Lawrence. Затем в 1988 году поступила в Whitehead Institute и на кафедру биологии MIT (числилась там в 1988—1996 гг.). В 1996 году перешла в школу медицины Нью-Йоркского университета, где ныне именной профессор (Laura and Isaac Perlmutter Professor) цитологии и в 2014—2020 гг. заведовала кафедрой цитологии.
В 1990—2020 гг. исследователь Медицинского института Говарда Хьюза.
В 2016 году старший фелло Simons Foundation.
С 2020 года директор Whitehead Institute.
Президент Society for Developmental Biology (2002-03) и Harvey Society (2012/13).
Член Американской академии искусств и наук (1998) и EMBO (иностранный, 2012).
С 2017 года член AcademiaNet.
Входит в редколлегии ряда журналов, шеф-редактор Annual Review of Cell and Developmental Biology.

## Награды и отличия
- Otto Hahn Medal (1985)
- Packard Fellowship[англ.] (1989)[9]
- Edwin Grant Conklin Medal[англ.] (2011)[10]
- Merit Award, NICHD[англ.] (2013)
- Klaus Sander Prize, Lifetime Achievement Award, German Society for Developmental Biology (2017)
- Keith R. Porter Lecture[англ.] (2018)
- Amory Prize[нем.] Американской академии искусств и наук (2020)
- Vilcek Prize[англ.] в области биомедицинских наук одноимённого фонда (2021)[11]
- Медаль Томаса Ханта Моргана (2021)
- Премия Грубера (2022)
- Vanderbilt Prize in Biomedical Science (2022)[12]